# Triumph (Kunst)

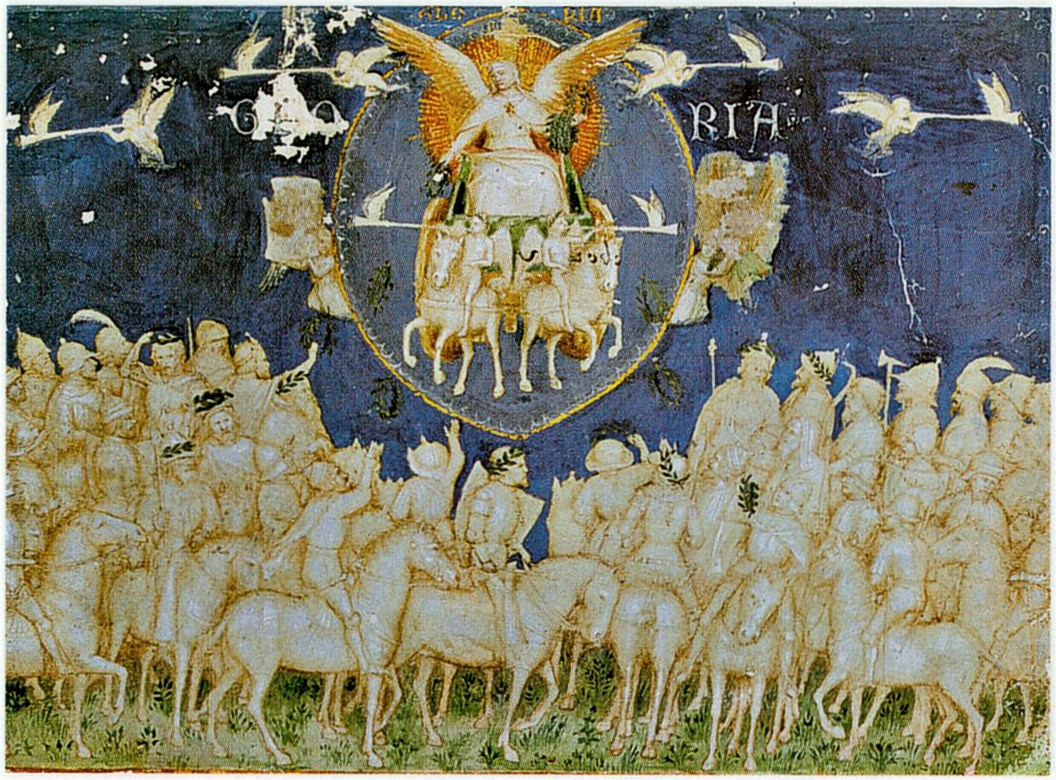
Triumph des Ruhms (um 1380, nach einem Originalfresko von Giotto)

Das allegorisch geprägte Thema Triumph hat in den Bereichen der Literatur und der Bildenden Künste in der italienischen Renaissance wiederholt Aufnahme gefunden.

## Textquellen
Bereits Dante Alighieri (1265–1325) und Giovanni Boccaccio (1313–1375) nutzten antike Beschreibungen von Triumphzügen zur Formulierung eigener christologisch geprägter Vorstellungen. Im Kapitel Purgatorio seiner Göttlichen Komödie (1307–1321) verwendet Dante antike Quellen zur Beschreibung der Ecclesia triumphans; dabei erwähnt er unter anderem von Greifen gezogene Wagen (carri). In den Jahren 1342/3 beschreibt Boccaccio in seinem Gedicht Amorosa Visione einen Traum, in welchem er an einer Burgmauer fünf große Bilder mit Darstellungen von Triumphen der Weisheit, des Ruhms, des Reichtums, der Liebe und des Glücks gesehen habe; ausdrücklich erwähnt er Giotto als deren möglicher Schöpfer.
Am bekanntesten und einflussreichsten ist jedoch die in den Jahren 1350–1374 in der toskanischen Umgangssprache verfasste Versdichtung I Trionfi des italienischen Renaissancedichters Francesco Petrarca (1304–1374), deren 6 Kapitel betitelt sind mit:
- Triumphus Cupidinis („Triumph der Liebe“)
- Triumphus Pudicitiae („Triumph der Keuschheit“)
- Triumphus Mortis („Triumph des Todes“)
- Triumphus Famae („Triumph des Ruhms“)
- Triumphus Temporis („Triumph der Zeit“)
- Triumphus Eternitatis („Triumph der Ewigkeit“)

In der literarischen Ausgestaltung des Themas wird deutlich, dass zwischen den verschiedenen Triumphen Wechselwirkungen, vor allem aber Konkurrenzen bestehen.

## Malerei
Lange galten die literarischen Schöpfungen als Vorbilder der gemalten, doch bereits vor Petrarca nahm sich Giotto di Bondone des Themas an: er schuf im Jahr 1335 in Mailand das – im Original verlorengegangene – Fresko der Vanagloria. Kopien blieben jedoch erhalten und zeigen in der oberen Bildhälfte die geflügelte und von einem Strahlenkranz umgebene Allegorie des Ruhms (gloria) in einer Mandorla auf einem zweispännigen Wagen sitzend und von Posaunenengeln begleitet; die untere Bildhälfte wird von zahlreichen Reitern eingenommen, von denen einige Lorbeerkränze auf ihren Häuptern tragen.
Vor allem in der zweiten Hälfte des 15. Jahrhunderts wurden Triumphdarstellungen zu einem beliebten Thema der italienischen Renaissance-Malerei. Später kamen sie aus der Mode, wurden aber vereinzelt auch in der Barockmalerei noch nachgeahmt.